# Santa Galla (titre cardinalice)
Le titre cardinalice de Santa Galla (Sainte Galle (en)) est érigé par le pape François le 14 février 2015. Il est attaché à l'église homonyme située dans le quartier Ostiense, au sud de Rome. 

## Titulaires
| - Daniel Fernando Sturla Berhouet depuis 2015 |